# Portegrandi
Portegrandi is een plaats (frazione) in de Italiaanse gemeente Quarto d'Altino.